# Славеј (планина)
Славеј је планина која се простире у западном делу Северне Македоније. Део је планинског ланца Шара - Кораб - Дешат - Стогово - Караорман. На југу граничи са планином Караорман, а на северу с Бистром.

## Историја
Славеј је током Другог светског рата у Северној Македонији био партизанска база и део слободне територије Дебарца 1943. године. На њој је током рата основано неколико партизанских јединица (одред „Дримкол“, одред „Славеј“, батаљон „Мирче Ацев“, Шеста македонска ударна бригада).